# Wadgaon Road
Wadgaon Road is een census town in het district Yavatmal van de Indiase staat Maharashtra. 

## Demografie
Volgens de Indiase volkstelling van 2001 wonen er 30786 mensen in Wadgaon Road, waarvan 52% mannelijk en 48% vrouwelijk is. De plaats heeft een alfabetiseringsgraad van 81%. 